# フィリップ・キノー
フィリップ・キノー（Philippe Quinault, 1635年6月3日 - 1688年11月26日）は17世紀フランスの劇作家。17世紀に誕生したフランス語オペラに多大な貢献を果たした。

## 生涯
彼の文学生活は、はっきりと二期に分けることができる。劇作に勤しんだ前期と、オペラ台本の制作に励んだ後期とである。最後の3作品を除いて、ギリシア神話、ローマ神話にアイデアを求めている。
パリにて、パン職人の息子として生まれた。幼いころから『マリアンヌ』(La Marianne)の大成功で名高いトリスタン・レルミット(Tristan l'Hermite)の侍僕となり、才能を認められて弟子となる。1655年、20歳の時に喜劇『恋敵の娘たち』をブルゴーニュ劇場でデビューし、成功を収めた。この作品はジャン・ロトルーの『二人の処女』(Deux Pucelles)を翻案したもので、これ以降も度々翻案することで作品を制作した。この制作スタイルを「盗作」と考える同業者も多く、ボワロベールやスカロン、ジャン・ドノー・ド・ヴィゼらに批判されている
1658年には悲喜劇『いつわりのアルシビャッド』を制作。こちらも成功した。1660年には裕福な未亡人と結婚し、宮廷に職を得て、国王からの年金をも獲得した。
1665年には悲劇『アストラート』を書き、大成功を収めた。この作品は17世紀の作品の中で、最も大当たりした作品の1つとなったが、ニコラ・ボアロー＝デプレオーに酷評された。この作品は小説の影響を受けており、構成や描写表現が古典劇の理想とは程遠いものであったからである。1670年、アカデミー・フランセーズの会員となり、1671年の舞踊劇『プシシェ』ではモリエール、ピエール・コルネイユと協力して作品を完成させた。
1672年に、フランス王立音楽アカデミーの認可を得た、リュリによって、オペラの台本作家として選ばれた。こうして彼はフランス・オペラの創始者の一人となった。
1673年、リュリと組んで『カドミュスとエルミオーヌ』を制作、上演した。本作は大成功を収め、これを契機に毎年リュリと組んで、音楽悲劇を制作することとなった。1674年に『アルセスト』、1675年に『テゼ』、1677年に『イジス』など多くのオペラの傑作を生み、国王の庇護のもと上演されたが、その傍らで劇作をも続けていた。どのオペラでも主題を決めていたのはルイ14世であった。国王が主題を提案し、これを受けて、キノーが書いた詩を国王に朗読して承認を得ていた。国王の関与はキノーの引退まで例外なく続いていた。
1677年の『イジス』が国王ルイ14世の愛妾モンテスパン侯爵夫人フランソワーズ・アテナイスの不興を買ったため、その後3年間、オペラの台本を制作できなかった。ちょうどこの当時、ルイ14世の寵愛がモンテスパン侯爵夫人からマントノン侯爵夫人に移り始めていたのであった。そのような情勢の中、作中の描写がモンテスパン侯爵夫人の逆鱗に触れた、ということである。
1680年に『プロゼルピーヌ』で復帰し、1686年の『アルミード』をもって、信仰心の深まりから引退した。コルネイユの時代にデビューし、ラシーヌの最盛期を知り、その後も悲劇で成功を続けることができたのは、古典主義期に数少ない抒情詩の才能によるものである。17世紀前半から中ごろにかけて流行ったマドレーヌ・ド・スキュデリーに代表されるような、甘美なプレシオジテを保ち続けたことも大きな理由の1つである。引退してから2年後、1688年11月26日にパリにて死去した。